# Epidemiología genética del déficit de alfa-1 antitripsina

## Introducción
El alelo inhibidor de proteinasas Z (Pi*Z) está presente en el 98% de los casos de déficit grave de alfa-1 antitripsina (DAAT), y en la práctica clínica el 96% de las patologías asociadas con DAAT ocurren en homocigotos Pi*ZZ. El 4% restante se relaciona con genotipos heterocigotos Pi*SZ y con los extremadamente infrecuentes genotipos "raros" y "nulos".

## Prevalencia y número de genotipos Pi * ZZ en el mundo[3]

### Europa
En Europa, la más alta prevalencia de genotipos Pi*ZZ (1 cada 1.600-3.000 sujetos) se encuentra en el sur de la Península Escandinava, Dinamarca, Repúblicas Bálticas, Finlandia, Holanda, Bélgica, oeste de Francia, sur de Inglaterra, Irlanda y península ibérica. En Europa central, la prevalencia es de 1: 4.500-5.000, y disminuye gradualmente hacia el este y regiones más alejadas del norte y sur del continente, con 1: 10.000 en la península de los Balcanes y 1: 90.000 en la Rusia europea. 
En números redondos, en Europa puede haber al menos 120.000 sujetos con genotipos Pi*ZZ, la mayoría en Alemania, Francia, península ibérica, Reino Unido, Italia, Polonia, Bélgica, Países Bajos y países del norte de Europa..

### América y Caribe
En Norteamérica, la prevalencia de Pi*ZZ es de 1: 5.000 en el noreste de Canadá y de los Estados Unidos, y disminuye gradualmente (1: 7.000) hacia el oeste, norte y sudeste del continente. La prevalencia cae bruscamente en México, América Central, Caribe y América del Sur.
Podría haber más de 90.000 individuos con genotipos Pi * ZZ en América, la mayoría en los Estados Unidos (aproximadamente 70.000, 95% descendientes de europeos de raza caucásica). Además, se ha estimado que puede haber alrededor de 7.000 en Canadá; 4.000 en México; 6.000 en Brasil; 2.000 en Colombia, Venezuela y Argentina; 1.000 en Perú; 700 en Chile; 600 en Cuba, y cantidades menores en otros países de América.

### Asia y África
En general, el genotipo Pi*ZZ es muy poco frecuente en Asia. En total, en Asia, con más de 4 mil millones de personas, se ha estimado que podría haber alrededor de 30.000 sujetos Pi*ZZ, la mayoría en Pakistán, Tailandia y Corea del Sur.
El genotipo ZZ es también muy raro en África. Se ha descrito que existe una prevalencia moderada en el Cuerno de África, y muy baja o ausente en el resto de los países africanos. De hecho, se ha estimado que puede haber alrededor de 4.000 Pi*ZZ en los más de 1.200 millones de personas africanas, distribuidas principalmente por Nigeria y Somalia.

### Australia y Nueva Zelanda
En Australia y Nueva Zelanda, la prevalencia de Pi*ZZ es similar a las de República de Irlanda y Reino Unido (aproximadamente 1: 2.000 – 5.000). En total, estos países tendrían alrededor de 6.000 Pi*ZZ (4.000 en Australia y 2.000 en Nueva Zelanda), la mayoría caucasianos descendientes de anglosajones. 

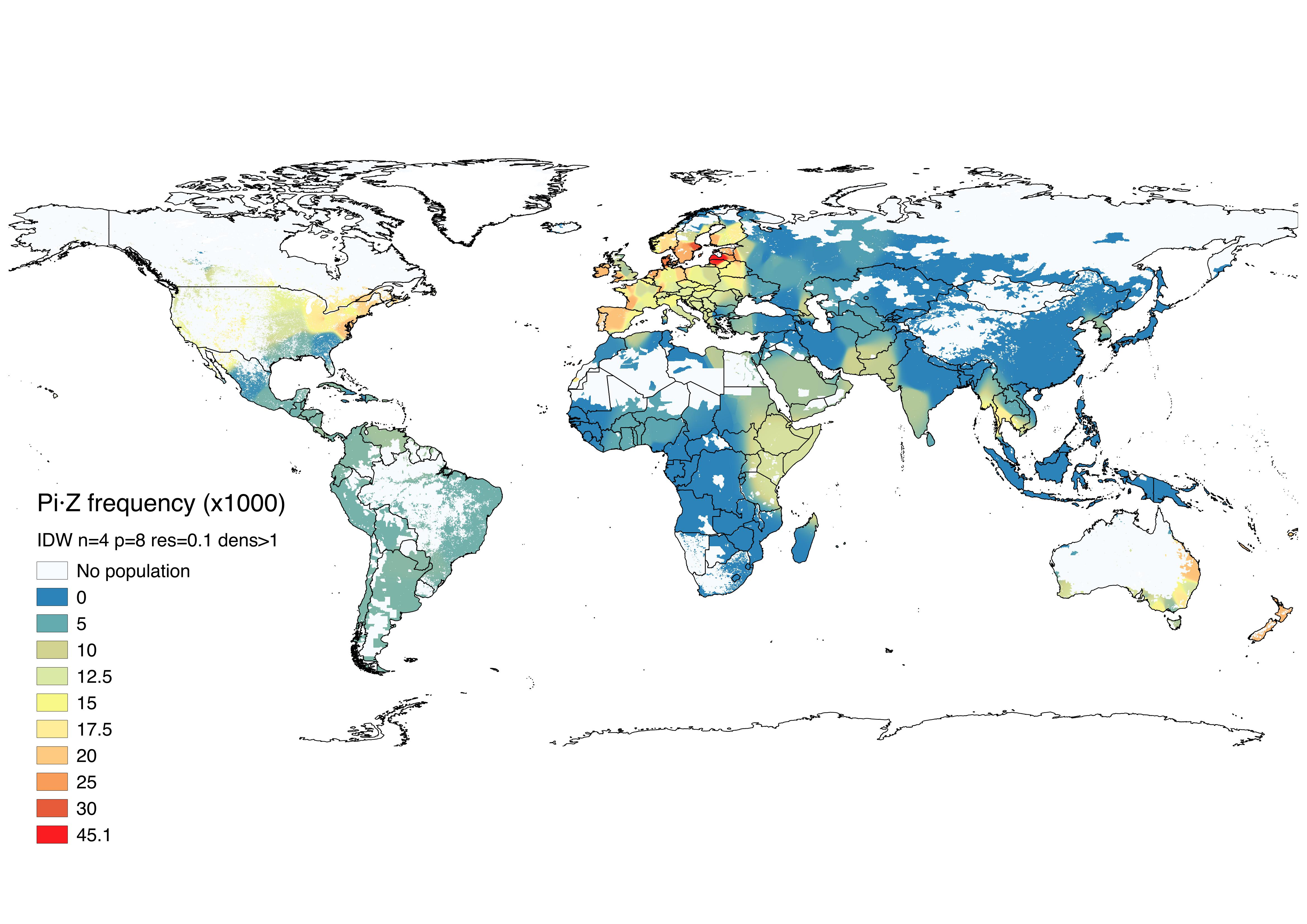
Blanco et al (2017) Alpha-1 antitrypsin Pi*Z gene frequency and Pi*ZZ genotype numbers worldwide: an update. Int J Chron Obstruct Pulmon Dis. 12:561-569

## Prevalencia y número de genotipos Pi*SZ en el mundo[4]
De acuerdo con los datos conocidos, puede haber un total de 1.500.000 individuos con genotipos Pi*SZ en el mundo (48% en Europa; 39% en América -la mayoría individuos de raza caucásica residentes en América del Norte, Brasil, Venezuela y Colombia-; y el 13% restante en Australia y Nueva Zelanda, y esporádicamente en sujetos de países asiáticos africanos).

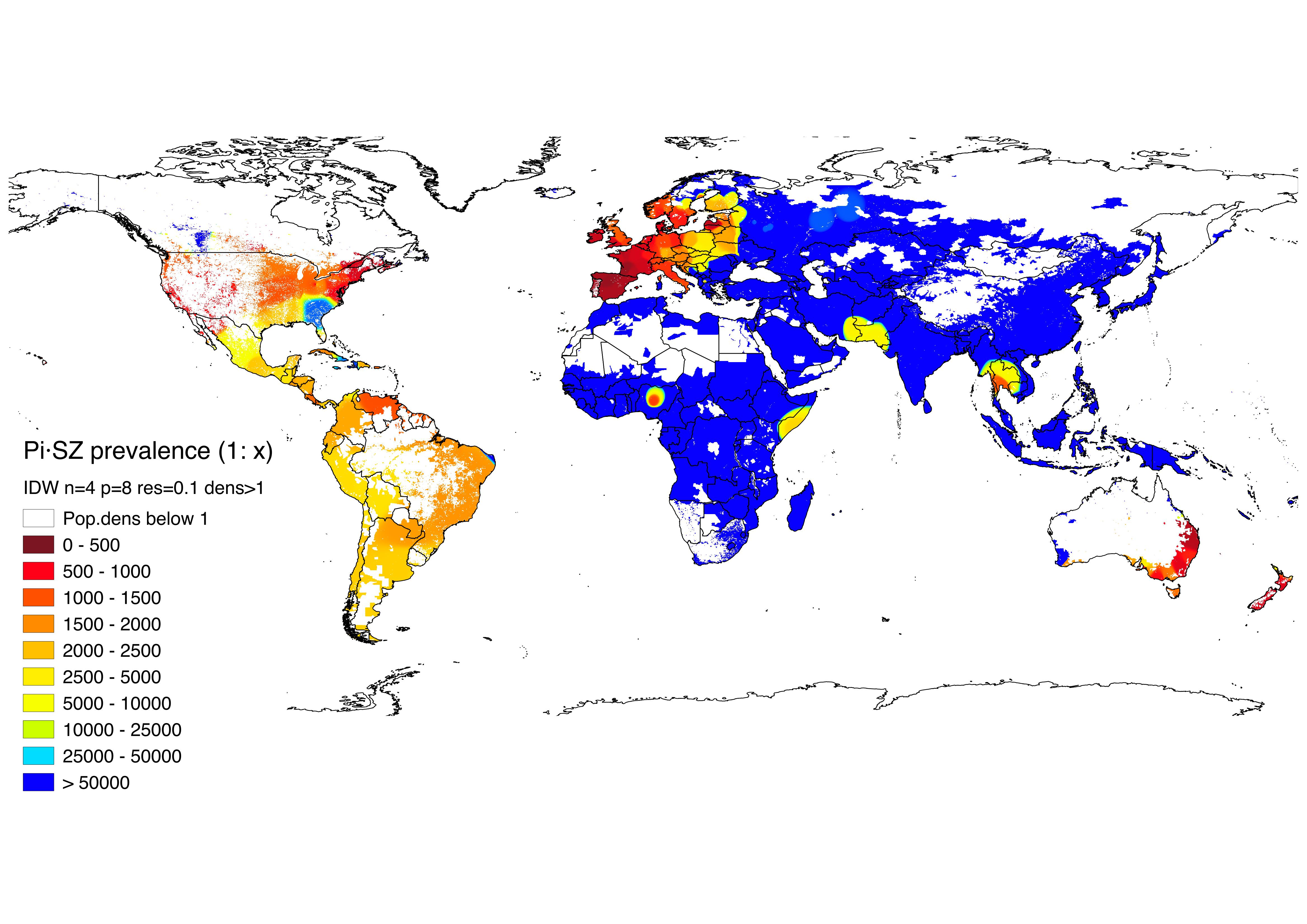
Blanco et al (2017) Alpha-1 antitrypsin Pi*SZ genotype: estimated prevalence and number of SZ subjects worldwide. Int J Chron Obstruct Pulmon Dis. 12:1683-1694